# Ansu Sesay
Ansu Martin Sesay (Greensboro, Carolina del Norte, 29 de julio de 1976) es un exjugador de baloncesto estadounidense que jugó cuatro temporadas en la NBA, además de hacerlo en la NBA D-League, en Filipinas, en la liga italiana y en la liga alemana. Con 2,03 metros de altura, jugaba en la posición de alero.

## Trayectoria deportiva

### Universidad
Jugó durante tres temporadas con los Rebels de la Universidad de Misisipi, en las que promedió 13,0 puntos y 6,4 rebotes por partido. Fue incluido en sus dos últimas temporadas en el mejor quinteto de la Southeastern Conference y en 1998 fue además elegido Jugador del Año de la conferencia. Además, fue incluido en el segundo quinteto del All-American en 1998.

### Profesional
Fue elegido en la trigésima posición del Draft de la NBA de 1998 por Dallas Mavericks, pero no encontró hueco en el equipo, fichando por los Rockford Lightning de la CBA. Tras un breve paso por Filipinas regresa a su país, fichando con los Quad City Thunder, y al año siguiente por Greenville Groove de la recién creada NBA D-League, proclamándose campeón y siendo además elegido como mejor jugador del campeonato.
Mientras tanto, sus derechos eran traspasados a Detroit Pistons, junto con Dana Barros, a cambio de Loy Vaught, pero acabó firmando primero con Los Angeles Clippers, donde no llegó a debutar, y posteriormente con Seattle Supersonics un contrato de 10 días, que posteriormente le fue renovado. Allí jugó dos temporadas y media, hasta convertirse en agente libre y fichar por Golden State Warriors, donde apenas jugó 16 partidos antes de ser despedido.
Continuó su carrera en Europa, fichando por el Sedima Roseto, y posteriormente con el Carpisa Napoli, con el que ganó la Copa de Italia en 2006. Al año siguiente se incorporó a la plantilla del Armani Jeans Milano, donde en su única temporada promedió 12,0 puntos y 5,6 rebotes por partido.
En 2008 fichó por el ALBA Berlin, donde jugó una temporada. 
Sus últimas experiencias como profesional fueron en Francia e Irán.

### Selección nacional
Sesay integró la selección universitaria de Estados Unidos que obtuvo la medalla de oro en la Universiada de 1997.

## Estadísticas de su carrera en la NBA

### Temporada regular
| Temporada | Edad | Equipo                | Liga | P   | TIT | MIN  | TC  | TCA | %TC  | 3P  | 3PA | %3P  | TL  | TLA | %TL  | R.OF. | R.DEF. | REB | ASIS | ROB | TAP | PER | FP  | PTS |
| 2001-02   | 25   | Seattle Supersonics   | NBA  | 9   | 0   | 15.8 | 2.4 | 4.9 | .500 | 0.0 | 0.0 |      | 1.6 | 2.2 | .700 | 0.8   | 1.4    | 2.2 | 0.9  | 0.3 | 0.2 | 0.2 | 2.0 | 6.4 |
| 2002-03   | 26   | Seattle Supersonics   | NBA  | 45  | 4   | 10.0 | 0.9 | 2.4 | .383 | 0.0 | 0.0 |      | 0.3 | 0.5 | .571 | 0.8   | 0.9    | 1.6 | 0.5  | 0.3 | 0.1 | 0.6 | 1.4 | 2.1 |
| 2003-04   | 27   | Seattle Supersonics   | NBA  | 57  | 2   | 10.2 | 1.4 | 3.1 | .455 | 0.1 | 0.4 | .286 | 0.6 | 0.8 | .696 | 0.8   | 0.9    | 1.6 | 0.3  | 0.3 | 0.4 | 0.4 | 1.2 | 3.5 |
| 2004-05   | 28   | Golden State Warriors | NBA  | 16  | 0   | 8.0  | 1.1 | 2.6 | .405 | 0.1 | 0.5 | .250 | 0.8 | 1.5 | .542 | 1.1   | 1.3    | 2.4 | 0.8  | 0.1 | 0.2 | 0.5 | 1.0 | 3.1 |
| Total     |      |                       | NBA  | 127 | 6   | 10.2 | 1.3 | 2.9 | .434 | 0.1 | 0.2 | .276 | 0.6 | 0.9 | .640 | 0.8   | 1.0    | 1.8 | 0.5  | 0.3 | 0.2 | 0.5 | 1.3 | 3.2 |

### Playoffs
| Temporada | Edad | Equipo              | Liga | P | MIN | TCA | TC | 3PA | 3P | TLA | TL | R.OF. | REB | ASIS | ROB | TAP | PER | FP | PTS | %TC  | %3P | %FT   | MIN  | PTS | REB | AST |
| 2001-02   | 25   | Seattle Supersonics | NBA  | 4 | 60  | 3   | 8  | 0   | 0  | 1   | 1  | 2     | 14  | 4    | 0   | 4   | 2   | 8  | 7   | .375 |     | 1.000 | 15.0 | 1.8 | 3.5 | 1.0 |
| Total     |      |                     | NBA  | 4 | 60  | 3   | 8  | 0   | 0  | 1   | 1  | 2     | 14  | 4    | 0   | 4   | 2   | 8  | 7   | .375 |     | 1.000 | 15.0 | 1.8 | 3.5 | 1.0 |